# Karko (Sprache)
Karko (auch Garko oder Kithonirishe genannt) ist die Sprache des Volkes der Karko, das in den Nuba-Bergen im Sudan lebt und zu den als „Nuba“ bezeichneten Völkern zählt.
Viele Karko verwenden inzwischen auch die arabische Sprache.

## Sprachpolitik
Mende Nazer, nach eigenen Angaben eine Karko-Nuba, berichtet in ihrer Autobiographie Sklavin, dass den Karko-Kindern in der Schule in den 1980er Jahren der Gebrauch ihrer Sprache verboten gewesen sei; stattdessen hätten sie Arabisch sprechen müssen, und es seien den Schülern arabische Namen statt ihrer eigenen gegeben worden.

## Beispiele
| Karko                        | Deutsch                                                                            |
| ---------------------------- | ---------------------------------------------------------------------------------- |
| mende                        | Gazelle                                                                            |
| dur                          | Getreidespeicher                                                                   |
| kooktane                     | Mais                                                                               |
| hawaja                       | Weißer                                                                             |
| Are kukure, are konduk dukre | „Der Regen kommt, zu viel Regen“ (Lied, das zu Beginn der Regenzeit gesungen wird) |

(aus Mende Nazer, Sklavin)